# Darko Dražić
Darko Dražić (ur. 17 stycznia 1963 w Pucarevie) – chorwacki piłkarz występujący na pozycji obrońcy. Trener piłkarski.

## Kariera klubowa
Dražić karierę rozpoczynał w zespole NK Solin. W 1983 roku przeszedł do Hajduka Split, grającego w pierwszej lidze jugosłowiańskiej. Wraz z tym zespołem wywalczył wicemistrzostwo Jugosławii (1985) oraz trzy Puchary Jugosławii (1984, 1987, 1991).
W 1991 roku Dražić przeszedł do niemieckiej Fortuny Düsseldorf. W Bundeslidze zadebiutował 2 listopada 1991 w wygranym 3:0 meczu z VfL Bochum. 10 kwietnia 1992 w przegranym 1:3 pojedynku ze Stuttgarter Kickers strzelił swojego pierwszego gola w Bundeslidze. W sezonie 1991/1992 spadł z Fortuną do 2. Bundesligi. W sezonie 1994/1995 awansował z nią z powrotem do Bundesligi, jednak w sezonie 1996/1997 ponownie spadł do 2. Bundesligi.
W 1998 roku Dražić odszedł do chorwackiego HNK Šibenik. W 1999 roku wrócił do Niemiec, gdzie przez sezon 1999/2000 grał w drugoligowym Rot-Weiß Oberhausen, a potem zakończył karierę.

## Kariera reprezentacyjna
W reprezentacji Chorwacji Dražić zadebiutował 17 października 1990 w wygranym 2:1 towarzyskim meczu ze Stanami Zjednoczonymi. W latach 1990–1991 w drużynie narodowej rozegrał 2 spotkania.